# Petagnaea gussonei
Petagnaea gussonei är en flockblommig växtart som först beskrevs av Spreng., och fick sitt nu gällande namn av Stephan Rauschert. Petagnaea gussonei ingår i släktet Petagnaea och familjen flockblommiga växter. Inga underarter finns listade i Catalogue of Life.

## Bildgalleri

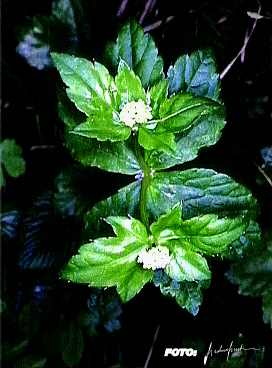
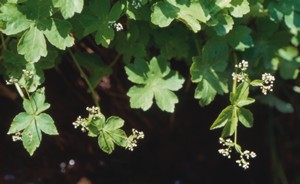